# Крест Виктории (Австралия)
Крест Виктории для Австралии (англ. Victoria Cross for Australia) — высший знак отличия в австралийской системе наград, сменивший британский крест Виктории специально для вручения австралийцам. Крест Виктории для Австралии — это «высшая награда для должного признания лиц, совершивших перед лицом врага отличающиеся заметной храбростью действия, или отважные или выдающиеся акты доблести или самопожертвования, или проявивших крайнюю преданность долгу».
Крест Виктории для Австралии был учреждён 15 января 1991 года на основании патентной грамоты, подписанной королевой Австралии Елизаветой II. Он занимает первое место (наравне с британским крестом Виктории) в порядке ношения австралийских наград и имеет приоритет над всеми орденами, медалями и знаками отличия Австралии. Крест может быть вручён военнослужащим Сил обороны Австралии и другим лицам, перечень которых определяется министром обороны Австралии. Кавалер Креста Виктории для Австралии имеет право на размещение аббревиатуры из постноминальных букв «VC» после своего имени.
Награждение крестом Виктории для Австралии производится генерал-губернатором Австралии с одобрения монарха по рекомендации министра обороны. Первым его кавалером 16 января 2009 года стал кавалерист Марк Дональдсон за спасение переводчика коалиционных сил под огнём в вилаяте Урузган во время войны в Афганистане, почти через 40 лет после того, как уорент-офицер Кит Пэйн стал последним австралийцем, награжденным британским крестом Виктории 24 мая 1969 года за храбрость во время войны во Вьетнаме. В отличие от оригинального креста Виктории, где за объявлением о награждении через некоторое время следует вручение награды, в Австралии эти действия происходят одновременно с инвеститурой, проводимой генерал-губернатором в присутствии премьер-министра.

## История

### Британский крест Виктории
Крест Виктории был учреждён 29 января 1856 года королевой Великобритании Викторией для ретроспективного награждения отличившихся участников крымской войны. По некоторым данным, награда отливалась из бронзовых каскабелей двух пушек, отбитых у русских войск при осаде Севастополя. Однако в ходе позднейших исследований с помощью рентгеновских снимков ранних крестов Виктории было показано, что используемый в них металл на самом деле не российского происхождения, а выплавлен из старинных китайских орудий.
Стволы пушек, из которых были отлиты медали, ныне находятся у офицерской столовой казарм королевской артиллерии в Вулидже. Оставшаяся часть единственного сохранившегося каскабеля весом порядка 10 килограммов хранится в распоряжении 15-го полка Королевского логистического корпуса на базе Донингтон под вооружённой охраной. По предположениям историка Джона Глэнфилда из этого каскабеля можно было бы отлить еще порядка 80—85 крестов Виктории. За производство абсолютно каждого креста Виктории по сей день отвечает ювелирная компания «Hancocks & Co», основанная в 1849 году. И австралийский, и новозеландский кресты Виктории отливаются из той же бронзы что и британская награда, тогда как канадская версия подверглась некоторым изменениям.
Оригинального креста Виктории было удостоено 96 австралийцев, из которых 91 — награждены во время службы в составе австралийских войск, а остальные 5 — это бывшие австралийские военнослужащие, перешедшие в южноафриканские или британские войска. 6 наград было присуждено за первую бурскую войну, 64 — за Первую мировую, 2 — за Северную русскую кампанию, 20 — за Вторую мировую, 4 — за войну во Вьетнаме. Первым австралийцем-кавалером креста Виктории 4 июня 1901 года стал Невилл Хоус во время бурской войны, а последним 24 мая 1969 года — Кит Пэйн за действия во Вьетнаме.

### Отдельные награды Содружества
После окончания Второй мировой войны ряд стран-членов новообразованного Содружества наций учредили собственные наградные системы, отличные от британской. Тем не менее, была оставлена возможность награждения граждан этих стран британскими наградами. Взамен британского креста Виктории и других знаков отличия были созданы свои собственные награды за отвагу и храбрость. Высшие награды Австралии, Канады и Новой Зеландии были названы в честь британского креста Виктории с некоторыми отличиями в дизайне, став уникальными знаками отличия наградных систем каждой из перечисленных стран.
Крест Виктории для Австралии был учреждён 15 января 1991 года на основании патентной грамоты, подписанной королевой Австралии Елизаветой II. Таким образом, Австралия стала первым из трёх государств Содружества, учредившим отдельный крест Виктории в собственной системе наград. Награда осталась идентичной своему британскому аналогу, хотя крест имеет несколько меньшие размеры. 22 августа 2017 года в статут были внесены изменения касательно внешнего вида награды.
Крест Виктории для Канады был учреждён 31 декабря 1992 года. Статут и дизайн остались в целом неизменными за исключением того, что девиз на аверсе был написан на латинском языке, а состав сплава креста содержит включения металлов, добытых на территории Канады. Награждение крестом Виктории для Канады не производилось. Крест Виктории для Новой Зеландии был учреждён 20 сентября 1999 года. Внешний вид награды совершенно идентичен оригинальному британскому кресту Виктории, однако в статус был внесены некоторые изменения касательно возможности награждения за миротворческую деятельность. 2 июля 2007 года его был удостоен капрал Билл Апиата.

## Описание
Крест Виктории для Австралии идентичен оригинальному и представляет собой медаль в виде мальтийского, или лапчатого креста. Лучи равноконечного креста сужаются к центру и расширяются на концах, не имея на них вырезов. Материал — бронза тёмного цвета. Размер каждой оси — 35 миллиметров. В центре креста находится корона святого Эдуарда, увенчанная коронованным львом, эмблемой британской королевской семьи, а под ней полукругом — лента в виде свитка с надписью «FOR VALOUR». Колодка крепится к кресту через ушко в виде литеры «V» и украшена изображениями лавровых листов, лента — багрового цвета шириной 38,5 миллиметра. На оборотной стороне креста в круге указывается дата совершения подвига, а на задней стороне колодки — имя и подразделение награждённого. В случае повторного награждения к ленте имеющегося креста Виктории прикрепляется пряжка в виде бронзовой полоски размером 38,5 миллиметров в ширину и 6 миллиметров в высоту. Существуют также планки и миниатюры креста для повседневного ношения. Планка представляет собой ленту шириной 41 миллиметр и высотой 10 миллиметров с закреплённой на ней посередине уменьшенной репликой креста размерами 9 миллиметров по каждой оси. Миниатюра — это уменьшенная копия креста, подвешенная на ленте шириной 16 миллиметров.

## Статут
Крест Виктории для Австралии вручается «за наиболее заметную храбрость, или за доблестный или выдающийся акт доблести или самопожертвования, или за крайнюю преданность долгу в присутствии врага». Награда может быть присуждена посмертно. Креста могут быть удостоены военнослужащие Сил обороны Австралии, а также другие лица, перечень которых определяется министром обороны Австралии. Предполагается, что под «другими лицами» имеются ввиду служащие полиции, женщины и гражданские, который могут быть награждены, например, за действия во время террористического акта. Награждение производится актом генерал-губернатора с одобрения монарха и по рекомендации министра обороны. Каждое награждение должно быть занесено в соответствующий регистр наград, ведущийся регистратором, который назначается генерал-губернатором. Генерал-губернатор может как отменить акт о присуждении награды, так и восстановить ранее отмененное награждение. В случае аннулирования награждения крест возвращается государству, а имя лишённого награды должно быть исключено из реестра. В случае восстановления награждения и аннулирования решения о лишении награды запись в реестре должна быть восстановлена.
Крест Виктории для Австралии является высшим знаком отличия в австралийской системе наград, имея приоритет над остальными австралийскими наградами наравне с британским крестом Виктории. Младшими наградами по отношению к обеим крестам являются британский крест Георга и австралийский крест Доблести. Крест носят на левой стороне груди вместе с полноразмерными орденами, медалями и знаками отличия и впереди них в соответствии с порядком ношения австралийских наград, утверждаемым монархом. Кавалеры креста Виктории для Австралии имеют право на размещение аббревиатуры из постноминальных букв «VC» после своего имени; обладатели пряжки к кресту добавляют к аббревиатуре словосочетание «and Bar». Согласно военному протоколу и сложившейся традиции, другие военнослужащие отдают честь кавалеру креста Виктории для Австралии, даже если он ниже их по званию. В соответствии с законом о правах ветеранов 1986 года кавалеру креста Виктории для Австралии, равно как и британской награды, выплачивается специальное денежное пособие в размере 3 230 долларов в год, которое ежегодно индексируется начиная с 2005 года в соответствии с увеличением индекса потребительских цен. Награждённые и члены их семей могут выполнять представительские обязанности и принимать участие в церемониальных мероприятиях за государственный счёт.

## Кавалеры креста Виктории для Австралии
Особенности
- Награждён посмертно
- Ныне живущий

| Имя               | ДП        | К    | Подразделение                | Место подвига                        | ДН        | П      | МН  | П      |
| ----------------- | --------- | ---- | ---------------------------- | ------------------------------------ | --------- | ------ | --- | ------ |
| Бэрд, Кэмерон     | 22.6.2013 | ВвА  | 2-й полк коммандос           | Чавчак, Урузган, Афганистан          | 18.2.2014 | [ 39 ] | АВМ | [ 40 ] |
| Дональдсон, Марк  | 2.9.2008  | ВвА  | Полк Особой воздушной службы | Урузган, Афганистан                  | 16.1.2009 | [ 41 ] | АВМ | [ 42 ] |
| Кейгран, Дэниел   | 24.8.2010 | ВвА  | 6-й батальон                 | Дерапет, Урузган, Афганистан         | 1.11.2012 | [ 43 ] | АВМ | [ 44 ] |
| Робертс-Смит, Бен | 11.6.2010 | ВвА  | Полк Особой воздушной службы | Тизак, Кандагар, Афганистан          | 23.1.2011 | [ 45 ] | АВМ | [ 46 ] |
| Шиэн, Эдвард      | 1.12.1942 | IIМВ | «HMAS Armidale»              | Арафурское море, Португальский Тимор | 12.8.2020 | [ 47 ] | АВМ | [ 48 ] |

## Вопрос ретроспективных награждений
В наградной практике креста Виктории нередко обнаруживались явные аномалии, которые объяснялись случайными ошибками или простым стечением судьбы, однако многие считали большой несправедливостью неприсуждение данной награды конкретным лицам. В частности, крестом Виктории не был награждён ни один из служащих Королевского австралийского военно-морского флота, насчёт чего выдвигалось множество версий — от предположений о предвзятости членов Королевского военно-морского флота Великобритании, составлявших представления на награждения и якобы занявших высокомерную позицию по отношению к австралийцам, или до утверждения о том, что в морских сражениях, в которых служащие корабельных команд действуют как единое целое, просто меньше возможностей для проявления индивидуального героизма. Тем не менее, известны случаи, когда австралийские корабельные команды практически целиком погибали вместе с кораблём, что не отменяло их героических действий. Известен целый ряд лиц, которые не были награждены крестом Виктории для Австралии, несмотря на свои заслуги. Одним из самых известных и противоречивых прецедентов такого рода стал подвиг матроса 2-го класса Эдварда Шиэна, который в 1942 году погиб вместе с кораблём «HMAS Armidale» в годы Второй мировой войны и за действия по спасению своих товарищей был всего лишь упомянут в донесениях.
В 2001 году сенатор Крис Шлахт подготовил билль о награждении собственно Шиэна, а также Джона Симпсона и Альберта Клири крестами Виктории, однако его рассмотрение не продвинулось дальше второго чтения. Причина этого объясняется тем, что билль был поддержан лидером оппозиции от лейбористов Кимом Бизли, однако его партия не победила на последовавших выборах и законопроект так и не стал официальным актом парламента. Дело сдвинулось с мёртвой точки в 2010 году, когда сенатор Гай Барнетт в парламенте назвал Шиэна, а также Гектора Уоллера, кандидатами на награждение крестом Виктории. В 2011 году парламентский секретарь по обороне сенатор Дэвид Фини объявил, что Независимый апелляционный трибунал по почестям и наградам приступил к расследованию неоценных наградами актов военного героизма и доблести в отношении 13 человек, большинство из которых служило во флоте. В списке значились как ранее упомянутые Шиэн, Клири, Симпсон, Уоллер, а также новые кандидатуры — Роберт Дэйвис, Фрэнсис Эммс, Далмортон Радд, Ноэл Шипп, Фрэнсис Смит, Рональд Тэйлор, Дэвид Хамер, Роберт Рэнкин и Генри Стокер.
В 2013 году, через два года, трибунал сообщил о выводах своего расследования — все кандидатуры были отметены по различным основаниям с отсылкой на то, что все их заслуги уже были достойно признаны в прошлом. Тем не менее, родственники Шиэна вместе с сочувствующими продолжили борьбу. В 2018 году Барнетт подал жалобу на решение трибунала, публичные слушания которого по этому вопросу прошли в 2019 году. Отчет был обнародован только после давления, оказанного общественностью на канцелярию премьер-министра. В решении значилось, что действия Шиэна применительно к статуту креста Виктории соответствовуют всем критериям награждения и трибунал единогласно постановил рекомендовать министру обороны подготовить представление королеве кандидатуры Шиэна для его награждения. Отчёт был направлен министру обороны по кадрам Даррену Честеру, который согласился с рекомендациями трибунала и сообщил о намерении посоветоваться на этот счёт с другими министрами кабинета, а также премьер-министром. Впоследствии, министр обороны Линда Рейнольдс заявила, что «исследование, проведенное трибуналом, не представило никаких новых доказательств, которые могли бы повлиять на пересмотр рекомендаций», и назвала такое решение трудным, но правильным «в данных обстоятельствах». После этого председатель трибунала Марк Салливан сказал, что Рейнольдс ввела сенат в заблуждение касательно выводов трибунала, однако премьер-министр Скотт Моррисон «неохотно» согласился с решением своего министра обороны, но вскоре под давлением общественности принял решение вмешаться в дело Шиэна.
В 2020 году Моррисон поручил группе экспертов во главе с бывшим министром обороны и бывшим директором Австралийского военного мемориала Бренданом Нельсоном оценить возможность награждения Шиэна. Ранее, начальник Армии Австралии Ангус Кэмпбелл «настоятельно советовал» Моррисону и Честеру не добиваться награждения Шиэна потому, что такой прецедент может «открыть шлюзы» для «ряда дополнительных требований о ретроспективных воинских награждениях» по «всем прошлым конфликтам». Представив новые убедительные доказательства в поддержку награждения Шиэна, опирающиеся на свидетельства его товарищей и данные архивов, эксперты единогласно рекомендовали премьер-министру удостоить Шиэна креста Виктории. Затем премьер-министр обратился к генерал-губернатору Дэвиду Хёрли с просьбой испросить одобрения королевы Елизаветы II на посмертное награждение Шиэна крестом Виктории для Австралии, которое и было получено в том же году. Таким образом был завершён многолетний процесс признания заслуг Шиэна, который занял 78 лет.